# Seloromo
Seloromo is een bestuurslaag in het regentschap Karanganyar van de provincie Midden-Java, Indonesië. Seloromo telt 3477 inwoners (volkstelling 2010).